# 베네수엘라출혈열
베네수엘라출혈열(Venezuelan hemorrhagic fever, VHF)은 바이러스성 출혈열의 일종으로, 인수공통감염병이다. 1989년에 사람에게서 처음 감염사례가 발견되었다. 중부 베네수엘라의 일부 시골 지역에서 가장 많이 발생하며, 아레나바이러스과에 속하는 과나리토바이러스(Guanarito mammarenavirus, GTOV)에 의해 발생한다. 주 매개체로는 짧은꼬리사탕수수쥐(Zygodontomys brevicauda)가 있으며, 이 쥐의 침이나 호흡기 분비물, 소변, 혈액을 통해 나온 감염체가 에어로졸의 형태로 존재하는데 이를 흡입하면 감염될 수 있다. 사람간 감염도 가능하나 드물다.

## 증상
라싸열이나 다른 아레나바이러스로 인해 발생하는 아르헨티나출혈열, 볼리비아출혈열등과 매우 유사하다. 초기에는 발열과 불쾌감이 나타났다가 이후 출혈이나 경련으로 이어진다. 때때로 혈관 손상, 출혈 체질(bleeding diathesis), 발열, 다발성 장기 부전이 나타나기도 한다. 베네수엘라출혈열만의 증상은 따로 없어서 의료적 증상만으로 어떤 질병이 베네수엘라출혈열인지 구분하기는 어렵다. 치사율은 30%에 달하며, 베네수엘라 포르투게사주와 바리나스주에서는 풍토병이 되었다.
현재 별다른 치료법과 예방 방법은 없으며, 상용화된 백신도 존재하지 않는다. 항바이러스제인 리바비린을 투여해 작지만 어느 정도 효과를 볼 수 있다. 대한민국의 법정 감염병에서 "집단 발생의 우려가 커서 발생 또는 유행 즉시 방역대책을 수립하여야 하는 감염병"을 의미하는 제1군 감염병인 남아메리카출혈열 중 하나이다.

## 바이러스
질병이 주로 과나리토마을에서 발견되어 지역의 이름을 따 과나리토 바이러스라 한다. 아레나바이러스는 외피를 가지며, 단일 가닥 안티센스 RNA 두 개를 유전체로 가진다. 아레나바이러스는 항원의 특성을 바탕으로 구세계 아레나바이러스(Old World - )와 신세계 아레나바이러스(New World - )로 구분된다. 림프구성 맥락수막염 바이러스와 라싸바이러스이 구세계 아레나바이러스로 분류된다. 신세계 아레나바이러스는 A, B, C의 세가지 분류군으로 나뉜다. 과나리토 아레나바이러스는 이들 중 분류군 B에 속한다. 미국 질병통제예방센터에 의해 생물 안전도 4급으로 분류되었다.

## 숙주
베네수엘라 서부가 원산인 짧은꼬리사탕수수쥐가 주 숙주로, 커다란 풀이 많이 자라는 풀밭, 경작지, 인가, 건물 구석에서 주로 서식한다. 농촌 지역의 인구·생태적 변화가 인간과 설치류간 접촉 빈도를 증가시켰고, 이에 따라 베네수엘라출혈열이 나타난 것으로 추정된다.

## 역사
1989년 9월부터 2006년 12월까지 포르투게사주에서만 618건의 감염사례가 발견되었는데, 이들 중 일부를 제외하면 전부 포르투게사주의 과나리토마을의 근로자나 거주민이었다. 치사율은 23.1%로 나타났다.
에어로졸의 형태로 감염되기 때문에 1989년 첫 사례가 나타난 직후부터 생화학 무기로 생물전에 사용될 수 있다는 우려가 제기되었다. 1999년에 미국 질병통제예방센터는 생물학 무기에 대한 추가적인 대응 조치의 일환으로 생물학 테러의 잠재적 병원균을 분류하였다. 바이러스성 출혈열을 유발하는 아레나바이러스는 필로바이러스속과 함께 가장 위험성이 큰 A군으로 분류되었다. A군은 가장 위험성이 심각한 병원균에 대한 분류군이다.
2013년 3월 24일, 텍사스 대학교 의학부 갤버스턴 국립 연구소(Galveston National Laboratory)에서 이 바이러스가 들어있는 시약병 한개가 사라졌다.